# Miyuki Sawashiro
Miyuki Sawashiro (沢城 みゆき?, Sawashiro Miyuki; Prefettura di Nagano, 2 giugno 1985) è un'attrice e doppiatrice giapponese.
Lavora per l'Aoni Production.

## Doppiaggio

### Anime

#### 1990~1999
- Shootfighter Tekken (1990), Akemi Takaishi
- Di Gi Charat (1999), Puchiko/Petit Charat, Theme Song Performance
- One Piece (1999), Charlotte Pudding

#### 2000~2005
- Di Gi Charat Summer Special (2000), Petit Charat/Puchiko, Theme Song Performance
- Di Gi Charat Christmas Special (2000), Petit Charat/Puchiko, Theme Song Performance
- Di Gi Charat - A Trip to the Planet (2001), Puchiko/Petit Charat, Theme Song Performance
- Di Gi Charat Ohanami Special (2001), Puchiko/Petit Charat, Theme Song Performance
- Galaxy Angel (2001), Mint Blancmanche, Puchiko (ep. 17), Yurippe (ep. 18), Theme Song Performance
- Di Gi Charat Natsuyasumi Special (2001), Petit Charat, Theme Song Performance
- Shiawase Sou no Okojo-san (2001), Kojopii
- Kokoro Library (2001), Iina, Kokoro Shindou (episodio 11)
- Panyo Panyo Di Gi Charat (2002), Petit Charat/Puchiko, Theme Song Performance
- Galaxy Angel Z (2002), Mint Blancmanche, Pint, Theme Song Performance
- Pita Ten (2002), Kotarou Higuchi, Theme Song Performance
- EX-Driver the Movie (2002), Angela Ganbino
- Princess Tutu (2002), Lamp Spirit (episodio 5)
- Galaxy Angel A (2002), Mint Blancmanche, Theme Song Performance
- Piyoko ni omakase pyo! (2003), Puchiko
- Wolf's Rain (2003), Alchimista C (episodio 26)
- Kaleido Star (2003), Sophie Oswald
- Di Gi Charat Nyo! (2003), Petit Charat/Puchiko (Cappuccino), Theme Song Performance
- Onegai Twins (2003), Yuuka Yashiro
- Cromartie High School (2003), Puchiko (episodio 25)
- The Galaxy Railways (2003), Berga (Ep. 9), Rifl (episodio 21)
- Peacemaker (2003), Hotaru
- Aquarian Age the Movie (2003), Reina Arcturus
- Galaxy Angel S (2003), Mint Blancmanche
- Saiyuki Gunlock (2004), Bambino (episodio 10)
- Keroro (2004), Girl (episodio 20)
- Legendz - La leggenda dei re draghi (2004), English A/Treasurer
- Rozen Maiden (2004), Shinku
- Galaxy Angel X (2004), Mint Blancmanche, Theme Song Performance
- DearS (2004), Khi
- Viewtiful Joe (2004), Amy (episodio 19)
- Punta al Top 2! Diebuster (2004), Tycho Science
- Fighting Fantasy Girl Rescue Me: Mave-chan (2005), Two-chan
- Gokujō Seitokai (2005), Mayura Ichikawa, Theme Song Performance
- Basilisk (2005), Hotarubi, Ogen (giovane)
- D.C.S.S. ~Da Capo Second Season~ (2005), Kanae Kudou
- Pani Poni Dash! (2005), Akane Serizawa
- Full Metal Panic! The Second Raid (2005), Xia Yu Lan
- Hell Girl (2005), Kanako Sakuragi (episodio 23)
- Solty Rei (2005), Mii
- Mai-Otome (2005), Sara Gallagher
- Rozen Maiden: Träumend (2005), Shinku
- Mushishi (2005), Ginko (giovane episodio 26), Yoki (episodio 12)

#### 2006
- Kagihime Monogatari: Eikyū Alice Rondo (2006), Lorina Lilina (episodi 9, 13)
- Rakugo tennyo Oyui (2006), Tae Yanaka
- Glass Fleet (2006), Gouda (John-Fall's subordinate), Michel (fratello) (10 anni)
- Hime-sama Goyōjin (2006), Sobana Kana
- Otogi-Jushi Akazukin (2006), Ibara-hime, Theme Song Performance
- Welcome to the NHK (2006), Yuu Kusano
- Black Blood Brothers (2006), Cassandra Jill Warlock
- Galaxy Angel Rune (2006), Mint Blancmanche (episodio 7)
- Red Garden (2006), Claire Forrest
- Ghost Hunt (2006), Kuroda (episodi 1-3)
- Negima (2006), Nekane Springfield, Shichimi,  Theme Song Performance
- Mai-Otome Zwei (2006), Sara Gallagher
- Rozen Maiden: Ouvertüre (2006), Shinku
- Utawarerumono (2006), Aruru
- Winter Garden (2006), Petit Charat/Puchiko (Cappuccino)

#### 2007
- Strike Witches (2007), Perrine-H. Clostermann
- Les Misérables: Shōjo Cosette (2007), Beatrice
- Hidamari Sketch (2007), Announcer (episodio 7), Landlady
- Nodame Cantabile (2007), Studentessa B (episodio 3), Shinichi Chiaki (giovane)
- Heroic Age (2007), Rekti Rekuu
- Kishin Taisen Gigantic Formula (2007), Kana Kamishiro
- Bakugan - Battle Brawlers (2007), Chan, Kako
- Kamichama Karin (2007), Kazune Kujyou
- Sky Girls (2007), Yuuki Sakurano
- Sayonara Zetsubō Sensei (2007), Maria Tarō Sekiutsu, Theme Song Performance
- Naruto Shippuden (2007), Shizuku
- Blue Drop: Tenshitachi no Gikyoku (2007), Hagino Senkōji
- Suteki Tantei Labyrinth (2007), Mayuki Hyūga
- Dragonaut -The Resonance- (2007), Akira Souya, Laura
- Goshūshō-sama Ninomiya-kun (2007), Reika Hōjō, Theme Song Performance
- Shugo Chara! (2007), Yoru (Doppiato in italiano da Patrizia Scianca), Shōta (episodio 34), X-Chara/X-Egg, X-Diamond/Impurified Diamond, Yū Nikaidō (giovane), Ikuto Tsukiyomi (giovane)
- Hidamari Sketch (2007), Landlady
- Appleseed Ex Machina (2007), Hitomi

#### 2008
- Zoku Sayonara Zetsubō Sensei (2008), Maria Tarō Sekiutsu, Theme Song Performance
- Persona -trinity soul- (2008), Jun Kanzato, Yuki Kanzato (episodio 20), Ryō Kanzato (bambino) (episodio 15)
- Kure-nai (2008), Shinkurō Kurenai
- Wagaya no Oinari-sama. (2008), Zashiko Warashiko (episodio 12)
- Glass Maiden (2008), Kirie
- Toshokan sensō (2008), Asako Shibasaki
- Nijū Mensō no Musume (2008), Nozomi Kayama
- Hidamari Sketch × 365 (2008), Landlady
- Strike Witches (2008), Perrine-H. Clostermann, Theme Song Performance
- Antique Bakery (2008), Kidnapped Child (episodio 11)
- Natsume Yuujinchou (2008), Jun Sasada, Studentessa del liceo (episodio 10), Ragazza(episodio 1)
- Sands of Destruction: Sekai Bokumetsu no Rokunin (2008), Maaya (episodio 7)
- Time of Eve (2008), Chie
- Hakushaku to yōsei (2008), Jimmy (episodi 8-12)
- Yozakura Quartet (2008), Kotoha Isone
- Linebarrels of Iron (2008), Satoru Yamashita
- Kannagi: Crazy Shrine Maidens (2008), Tsugumi Aoba, Jin Mikuriya (giovane)
- Shugo Chara!! Doki (2008), Yoru, Nazotama
- Nodame Cantabile: Paris (2008), Chiaki Shinichi
- Maria Holic (2008), Dorm Leader aka God aka Boss
- Touhou Musou Kakyou (2008), Marisa Kirisame

#### 2009
- CANAAN (2009), Canaan
- Tatakau Shisho (2009), Mirepoc
- Letter Bee (2009), Lag Seeing
- Phantom: Requiem for the Phantom (2009), Drei/Cal Devens
- Tears to Tiara (2009), Lidia/Lydia
- Zoku Natsume Yuujinchou (2009), Jun Sasada
- Bakemonogatari (2009), Suruga Kanbaru
- Zan Sayonara Zetsubō Sensei (2009), Maria Tarō Sekiutsu
- Kokoro Library: Communication Clips (????), Iina
- Arrivare a te (2009), Ayane Yano
- Fairy Tail (2009), Urrutia, Virgo, Ur
- Hoshi ni Negai o (2009), Hikari

#### 2010
- Durarara!! (2010), Celty Sturluson
- Angel Beats! (2010), Asami Iwasawa
- Arakawa Under the Bridge (2010), Maria, Theme Song Performance
- Black Rock Shooter (2010), Dead Master / Yomi Takanashi
- Highschool of the Dead (2010), Saeko Busujima
- Nurarihyon no Mago (2010), Yosuzume
- Strike Witches 2 (2010), Perrine-H. Clostermann
- Tantei Opera Milky Holmes (2010), Tsugiko Zenigata
- Densetsu no Yuusha no Densetsu (2010), Carne Kywell

#### 2011
- Gintama', Blu-rayko
- Beelzebub, Kaiser de Emperana Beelzebub IV
- Arrivare a te 2, Ayane Yano
- Gosick, Cordelia Gallo
- A Channel, Taki Kamate
- Softenni, Amachi Leo
- Deadman Wonderland, Toto Sakigami
- Uta no Prince-sama, Nanami Haruka
- Dantalian no shoka, Dalian
- Kyōkaisen-jō no Horizon, Masazumi Honda
- Maria Holic: Alive, Dorm Leader aka God aka Boss
- Hunter × Hunter, Kurapika
- Kamisama Dolls, Kuuko Karahari
- Lupin III - Il sigillo di sangue, la sirena dell'eternità, Fujiko Mine
- Mayo Chiki!, Kosame Samejima
- Last Exile ~Ginyoku No Fam~, Liliana il Grazioso Merlo Turan

#### 2012
- Nisemonogatari, Suruga Kanbaru
- Black Rock Shooter, Yomi Takanashi/Dead Master
- Symphogear, Ryoko Sakurai/Finé
- AKB0048, Acchan
- A Channel +smile, Taki Kamate
- Buta, Fox
- Lupin the Third - La donna chiamata Fujiko Mine, Fujiko Mine
- Uchu Kyoudai, Serika Itou, Mutta da giovane
- Evangelion: 3.0 You Can (Not) Redo, Sakura Suzuhara
- Natsuiro Kiseki, Suzuka Aizawa
- Kokoro Connect, Himeko Inaba
- Jinrui wa suitai shimashita, Y
- Lupin III - La pagina segreta di Marco Polo, Fujiko Mine
- Zetsuen no tempest, Hakaze Kusaribe
- Btooom!, Kosuke Kira
- K, Seri Awashima
- Psycho-Pass, Shion Karanomori
- Medaka Box Abnormal, Youka Naze
- Tonari no Kaibutsu-kun, Yuuzan Yoshida ("giovane")

#### 2013
- Maoyū Maō Yūsha, Onna Kishi
- Bayonetta: Bloody Fate, Cereza
- BlazBlue Alter Memory, Carl Clover
- Danganronpa: The Animation, Tōko Fukawa
- Monogatari Second Season, Suruga Kanbaru
- Majestic Prince, Rin Suzukaze
- NEXT A-Class, Kai Kuniko
- Tokurei Sochi Dantai Stella Jo-Gakuin Kōtō-ka C3-Bu, Sonora Kashima
- Devil Survivor 2 The Animation, Makoto Sako
- Lupin III VS. Detective Conan: The Movie, Fujiko Mine
- Photokano, Misumi, Tomoe
- Persona 3 the Movie - 1: Spring of Birth, Elizabeth
- Rozen Maiden: Zurückspulen, Shinku
- Touhou Niji Sousaku Doujin Anime: Musou Kakyou, Kirisame, Marisa
- Yozakura Quartet: Hana no Uta, Kotoha Isone
- My Little Pony - L'amicizia è magica: Twilight Sparkle

#### 2014
- Noragami, Bishamon
- Witch Craft Works, Medusa
- Z/X Ignition, Ayase Kamiyugi
- Fūun Ishin Dai Shogun, Hōkōin
- Hero Bank, Mitsuo Zaizen
- No Game No Life, Izuna Hatsuse
- Monogatari Series Second Season Plus Alpha, Suruga Kanbaru
- Sword Art Online II, Sinon / Shino Asada
- Tenkai Knights, Gen Inukai
- K: Missing Kings, Seri Awashima
- Space Dandy 2, Catherine
- Gekkan shōjo Nozaki-kun, Yuzuki Seo
- Shingeki no Bahamut: Genesis, Rita
- Persona 3 The Movie: No. 2, Midsummer Knight's Dream, Elizabeth, Chidori Yoshino
- Lady Jewelpet, Giovane Cayenne, Levin, Boot, Lecter/Joker
- Kiseiju sei no kakuritsu, Kana Kimishima
- Mushishi: Zoku-Shō, Yoki
- Kaito Joker, Queen
- Psycho-Pass 2, Shion Karanomori

#### 2015
- Mobile Suit Gundam: The Origin, Crowley Hamon
- Durarara!!x2 Shou, Celty Sturluson
- Blood Blockade Battlefront, Vivian
- Gunslinger Stratos: The Animation, Remy Ohdner
- Uta no Prince-sama Maji Love Revolutions (Season 3), Haruka Nanami
- Go! Princess Pretty Cure, Towa Akagi (Twilight/Cure Scarlet)
- Chaos Dragon, Eiha
- Yamada-kun e le 7 streghe, Leona Miyamura
- K: Return of Kings, Seri Awashima
- Noragami Aragoto, Bishamon
- Psycho-Pass: The Movie, Shion Karanomori
- Ghost in the Shell Arise: Alternative Architecture, Logicoma
- Harmony, Tuan Kirie

#### 2016
- Danganronpa 3: The End of Hope's Peak Academy, Toko Fukawa
- Lupin III - L'avventura italiana, Fujiko Mine
- Watashi ga motete dōsunda, Shima Nishina
- Durarara!!x2 Ketsu, Celty Sturluson
- Twin Star Exorcists, Subaru Mitejima
- Uta no Prince-sama Maji LOVE Legend Star, Haruka Nanami
- Berserk, Luca
- ReLIFE, Kokoro Amatsu
- Show by Rock!!#, Victorious
- Natsume Yūjin-Chō Go, Jun Sasada
- Occultic;Nine, Aria Kurenaino

#### 2017
- Yōkai apāto no yūga na nichijō, Akine Kuga
- Kakegurui, Ririka Momobami
- Fate/Apocrypha, Mordred

#### 2018
- Lupin III - Ritorno alle origini, Fujiko Mine
- FLCL Progressive, Jinyu

#### 2019
- Lupin III - The First, Fujiko Mine

#### 2021
- Aikatsu Planet!, Luxury Rose/Rose Yggdrasil
- Evangelion: 3.0+1.0 Thrice Upon a Time, Sakura Suzuhara
- Edens Zero, Valkyrie Yuna
- Record of Ragnarok, Brunilde
- Lupin the Third Part 6, Fujiko Mine
- Megaton Musashi, Crouzade Laia

#### 2022
- Demon Slayer - Kimetsu no yaiba, Daki/Ume
- Lamù e i casinisti planetari - Urusei yatsura, Sakura

#### 2023
- City Hunter The Movie: Angel Dust, Angie
- Malevolent Spirits: Mononogatari, Haori[1]

### Videogiochi
- 7th Dragon III: Code VFD (2015), Player (female) e Allie
- Accel World vs. Sword Art Online: Millennium Twilight (2017), Sinon / Shino Asada
- Anarchy Reigns (2012), Rin Rin
- Angel Beats! (2015), Masami Iwasaka
- Another Century's Episode R (2010), Autumn
- AquaPazza: AquaPlus Dream Match (2011), Aruruu
- Ar tonelico II: Melody of Metafalica (2007), Cloche Leythal Pastalia
- Arcana Heart 3 (2009), Weiss
- Arknights (2019), Ho'olheyak
- Atelier Annie: Alchemists of Sera Island (Pepe)
- Azur Lane (2017), IJN Amagi, HMS Monarch, IJN Tosa
- Bayonetta (2009), Cereza
- Bayonetta 3 (2022), Viola, Cereza
- Bayonetta Origins: Cereza and the Lost Demon (2023), Cereza
- Berserk and the Band of the Hawk (2016), Slan
- BioShock Infinite (2013), Elizabeth
- Black Rock Shooter: The Game (Nana Grey)
- BlazBlue: Calamity Trigger (2008), Carl Clover, Cali-kaka
- BlazBlue: Continuum Shift (2009), Carl Clover
- BlazBlue: Chrono Phantasma (2012), Carl Clover
- BlazBlue: Central Fiction (2015), Carl Clover, Cali-kaka
- BlazBlue: Cross Tag Battle (2018), Elizabeth
- Bravely Default: Brilliant Lights (2022). Lumina
- Catherine (2011), Catherine
- Catherine: Full Body (2019), Catherine
- Chaos Rings II (2012), Conor Whelan
- Corpse Party: Blood Covered Repeated Fear (2015), Yui Shishido
- Danganronpa: Trigger Happy Havoc (2010), Toko Fukawa
- Danganronpa Another Episode: Ultra Despair Girls (2014), Toko Fukawa
- Danganronpa V3: Killing Harmony (2017), Toko Fukawa
- Dengeki Bunko: Fighting Climax (2014), Celty Sturluson
- Digimon World Data Squad (2006), Yuma Kagura
- Digimon Story: Cyber Sleuth (2015), Mirei Mikagura
- Digimon Story: Cyber Sleuth - Hacker's Memory (2017), Mirei Mikagura
- Dissidia Final Fantasy: Opera Omnia (2017), Quistis Trepe, Aranea Highwind, Agrias Oaks, Sice
- Dragon Quest Heroes: L'albero del mondo e le radici del male (2015), Maya
- Dragon Quest Heroes II (2016), Maya
- Dragon Quest Rivals (2017), Maya, Krystalinda
- Dragon Quest XI S: Echi di un'era perduta - Edizione Definitiva (2019), Krystalinda
- Dragon Quest Monsters: Il Principe oscuro (2023), Maria, Maya
- Dragon's Dogma: Dark Arisen (2013), Mercedes
- Echoes of Mana (2022), Amanda
- Elsword (2011), Lacher (Chung)
- Emio – L'uomo che sorride: Famicom Detective Club (2024), Hiromi Morimoto
- Fantasy Life i: La ragazza che ruba il tempo (2025), Demiel
- Fate/Grand Order (2015), Saber of Red/Mordred, Saber/Rama, Archer/Artemis, Berserker/Florence Nightingale
- Final Fantasy Type-0 (2011), Sice
- Final Fantasy XIV: A Realm Reborn (2013), Minfilia
- Final Fantasy XIV: Heavensward (2015), Minfilia
- Final Fantasy XV (2016), Aranea Highwind
- Fire Emblem: Awakening (2012), Daraen (femmina), Morgan (femmina)
- Fire Emblem: Fates  (2015), Camilla
- Fire Emblem Heroes (2017), Daraen (femmina), Morgan (femmina), Camilla
- Fire Emblem Warriors (2017), Daraen (femmina), Camilla
- Fire Emblem: Engage (2023), Camilla
- Fist of the North Star: Lost Paradise (2018), Xsana
- Galaxy Angel Mint Blancmanche
- Galaxy Angel II Mint Blancmanche
- Genshin Impact (2020), Raiden Shogun
- Granblue Fantasy (2014), Katalina, Rita, War Mecha Katapillar, Milla Maxwell, Ares, Amelia, Kurapika
- Granblue Fantasy: Versus (2020), Katalina, War Mecha Katapillar
- Granblue Fantasy: Versus Rising (2023), Katalina, War Mecha Katapillar
- Granblue Fantasy: Relink (2024), Katalina
- Grandia Online (2009), Colta Female
- Granado Espada (2012), Natalie
- Honkai Impact 3rd (2016), Raiden Mei
- Honkai Star Rail (2023), Acheron
- Hyperdimension Nepturnia (2010), Broccoli
- Hyperdimension Neptunia Mk2 (2011), Broccoli
- Hyperdimension Neptunia Victory (2012), Broccoli
- Hunter × Hunter: Wonder Adventure (2012), Kurapika
- Hunter × Hunter: Nen × Impact (2025), Kurapika
- J-Stars Victory Vs+ (2014), Kaiser de Emperana Beelzebub IV
- JoJo's Bizarre Adventure: All Star Battle (2013), Jolyne Kujo
- JoJo's Bizarre Adventure: Eyes of Heaven (2015), Jolyne Kujo
- Jump Force (2019), Kurapika
- Koumajou Densetsu II: Stranger's Requiem (2010), Sakuya Izayoi
- Killer is Dead (2013), Moon River
- League of legends (2009), Miss Fortune
- Live A Live (Remake) (2022), Annie
- LovePlus (2009), Mari Sasaki
- Lufia: Curse of the Sinistrals (2010), Iris, Erim, Milka
- Luminous Arc 3: Eyes (2009), Inarna
- Mana Khemia: Alchemists of Al-Revis (2007), Nicole Mimi Tithel
- Metal Gear Rising: Revengeance (2013), Courtney Collins
- Mighty No. 9 (2016), Dynatron
- Muramasa: La spada demoniaca (2009), Momohime
- Nine Hours, Nine Persons, Nine Doors (2009), June/Akane Kurashiki
- Occultic;Nine (2017), Aria Kurenairo
- Odin Sphere (2007), Velvet
- Olympia Soiree (2020), Shura Daishi
- One Piece: Pirate Warriors 4 (2020), Charlotte Pudding
- One-Punch Man: A Hero Nobody Knows (2020), Mosquito Girl
- Onechanbara Z: Kagura (2012), Kagura, Saaya
- Onechanbara Z2: Chaos (2014), Kagura, Saaya
- Operation Darkness (2007), Additional voices
- Persona 3 (2006), Elizabeth, Chidori Yoshino
- Persona 3 FES (2007), Elizabeth, Chidori Yoshino
- Persona 3 Portable (2009), Elizabeth, Chidori Yoshino
- Persona 4 Arena (2012), Elizabeth
- Persona 4 Arena Ultimax (2013), Elizabeth
- Persona Q: Shadow of the Labyrinth (2014), Elizabeth
- Persona 3: Dancing in Moonlight (2018), Elizabeth
- Persona Q2: New Cinema Labyrinth (2018), Elizabeth
- Persona 3 Reload (2024), Elizabeth, Chidori Yoshino
- Phantasy Star Nova (2014), Phildia
- Phantasy Star Portable 2 (2009), Yut Jun Yunkers
- Phantasy Star Portable 2: Infinity (2011), Yut Jun Yunkers
- Phantom of Inferno (2010 Xbox 360 remake), Drei/Cal Devens
- Photo Kano (2012), Tomoe Misumi
- Project Witch (2009), Yoko Nonaka
- Project Zero: Mask of the Lunar Eclipse (2008), Misaki Asō
- Quartett! (2006), Giselle Stolzenberg
- Rozen Maiden: Duellwalzer,Shinku
- Rune Factory: Frontier (2008), Uzuki
- Rune Factory: Oceans (2011), Azel
- Sacred Blaze (2009), Ramshin
- Sakura Wars (videogioco 2019) (2019), Hakushu Murasame
- Shin Megami Tensei IV (2013), Isabeau
- Shin Megami Tensei: Devil Survivor 2 Record Breaker (2015), Makoto Sako
- Shin Megami Tensei IV Apocalypse (2016), Isabeau
- Sin and Punishment: Successor of the Skies (2009), Hibaru Yaju
- Skullgirls 2nd Encore (2015), Squigly
- Soulcalibur V (2012), Ivy Valentine
- Soulcalibur VI (2018), Ivy Valentine
- Star Ocean: The Last Hope (2009), Lymle Lemuri Phi
- Street Fighter IV (2008), Cammy, Decapre, Eliza
- Street Fighter X Tekken (2012), Cammy
- Street Fighter V (2016), Cammy, Decapre
- Street Fighter 6 (2023), Cammy
- Super Robot Wars OG Saga: Endless Frontier EXCEED (2010) Cleo Gretel, Gerda Miroir
- Super Robot Wars Z3: Hell Chapter (2014), Xia Yu Lan
- Super Robot Wars Z3: Heaven Chapter (2015), Tycho Science
- Super Robot Wars V (2017), Xia Yu Lan
- Super Robot Wars 30 (2021), Rin Suzukaze
- Super Smash Bros. per Nintendo 3DS e Wii U (2014), Daraen (femmina)
- Super Smash Bros. Ultimate (2018), Daraen (femmina)
- Super Swing Golf PANGYA (Nell)
- Tales of Innocence (2007), Chien Tenenbro
- Tales of Xillia (2011), Milla Maxwell
- Tales of Xillia 2 (2012), Milla Maxwell e Milla
- Tales of Berseria (2016), Milla Maxwell
- Tales of the Rays (2017), Milla Maxwell, Milla
- Tales of Crestoria (2020), Milla Maxwell
- Teppen (2019), Cammy
- The Last Remnant (2008), Hannah
- The Legend of Nayuta: Boundless Trails (2012), Erislette
- The King of Fighters: All Star (2018), Cammy, Ivy Valentine
- Tokyo Babel (2012), Lilith
- Umineko: Golden Fantasia (2010), Dlanor A. Knox
- Umineko no naku koro ni: shinjitsu to gensō no nocturne (2011), Dlanor A. Knox
- Valkyria Revolution (2017), Violette Szand
- War of the Visions: Final Fantasy Brave Exvius (2020), Aranea Highwind
- Way of the Samurai (2002), Chelsea
- World of Final Fantasy (2016), Quistis Trepe
- Yakuza 0 (2015), Makoto Makimura
- Yakuza Kiwami 2 (2017), Makoto Makimura
- Yggdra Union: We'll Never Fight Alone (2008), Milanor
- Zangeki no Reginleiv (2010), Brynhild
- Zero Escape: Virtue's Last Reward (2012), Akane Kurashiki
- Zero Escape: Zero Time Dilemma (2016), Akane Kurashiki

### Drama CD
- Hotaru Imai in Gakuen Alice
- Wilhelm in Ludwig Kakumei
- Patricia Thompson in Soul Eater
- Ciel Phantomhive in Kuroshitsuji
- Yū Gojyō in Rakka Ryūsui
- Kisu Yori mo Hayaku - Teppei Kaji
- Young Austria in Hetalia: Axis Powers drama CD volume 2
- Parsley in Tindharia no Tane

### Serie TV e film
- Death Note - Il film - Illumina il nuovo mondo
- Fallout (Lucy MacLean)
- ER (Teresa Ruiz (stagione 7), Frederika Meehan (stagione 10))
- Gangs of New York (Amsterdam Vallon (da bambino))
- Harry Potter (Calì Patil)
- Ice Princess (Gen Harwood)
- Kamen Rider Dragon Knight (Kase/Kamen Rider Siren)

### Tokusatsu
- Kamen Rider Decade (2009), Kiva-la